# چهل تیکه
چهل تیکه برنامه‌ای تلویزیونی به تهیه‌کنندگی و کارگردانی الهام حاتمی و اجرای محمدرضا علیمردانی است. این برنامه ساعت ۲۳ از شبکه نسیم پخش می‌شود. هر شب در این برنامه با چهره‌های نوستالژی و قدیمی مصاحبه می‌شود. این برنامه در پخش اینترنتی شبکه نسیم، حدود ۳۰۰۰۰۰ بازدید داشته‌است. جعفر صادقی کارگردان و نویسنده مستند به عنوان مشاور کارگردان و کارشناس ورزشی در فصل پایانی این برنامه همکاری نموده است.

## مهمانان
- ۱۵ آبان ۱۳۹۸: نصرالله رادش و نادر سلیمانی[۴]

- ۱۶ آبان ۱۳۹۸: مهدی صبایی و بهزاد خداویسی[۵][۶]
- ۸ دی ماه ۱۴۰۰ عباس بهادری، خواننده دهه ۷۰
- ۱۲ دی ماه ۱۴۰۰ ادموند بزیک بازیکن پیشکسوت فوتبال

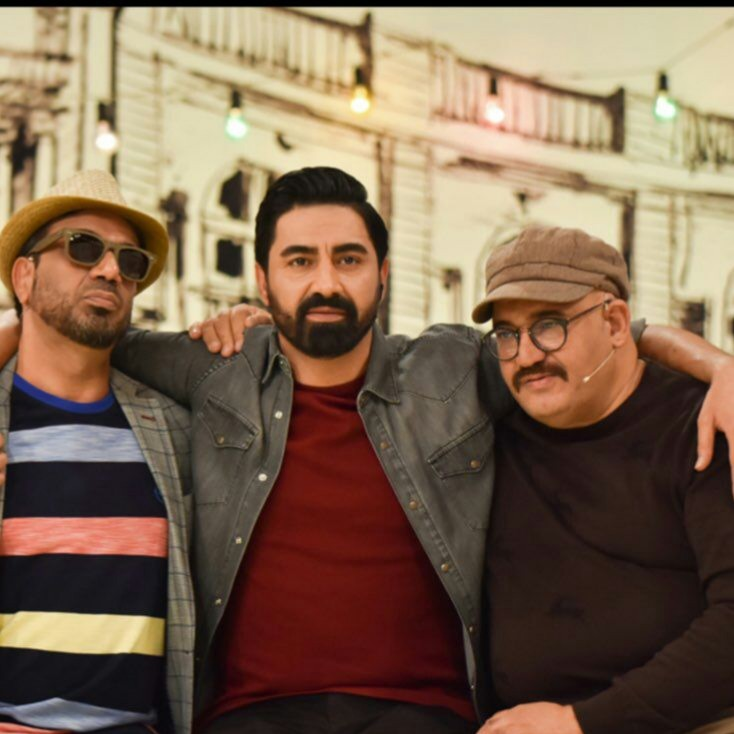
چهل تیکه با حضور نصرالله رادش و نادر سلیمانی و محمدرضا علیمردانی